# Kellertheater Katakömbli
Das Kellertheater Katakömbli ist ein Theater an der Kramgasse 25 in der Berner Altstadt. Es gehört seit den 1960er Jahren zur Kleinkunstszene von Bern und bringt jeweils von Anfang Oktober bis Mitte Mai Theaterstücke, Musik-, Film- und andere Kleinkunstdarbietungen zur Aufführung.
Das 1962 gegründete „Katakömbli“ war in den 1970er Jahren das Haustheater des Cabarets Bärner Rohrspatze. Seit dessen Auflösung 1984 beheimatet das Theater kein festes Ensemble mehr. 1991 wurde als Trägerschaft die „Genossenschaft Kellertheater Katakömbli“ gegründet.
Das Kleintheater ist in einem typischen Altstadt-Kellergewölbe untergebracht und bietet bis zu 55 Zuschauern Platz. Es wird ohne staatliche Subventionen und nicht gewinnorientiert betrieben. Unterstützt wird es durch einen Förderverein und ehrenamtliche Arbeit der Genossenschafter.